# 931 a.C.

## Eventos
- Inicia o reinado de Jeroboão I.

## Mortes
- Salomão - Jerusalém, Israel.